# 陶健 (1911年)
陶健（1911年—？），男，直隶（今河北）赞皇人，中华人民共和国政治人物，曾任山西省公安厅厅长，中共山西省委常委，山西省政协副主席。